# Romesh Gunesekera

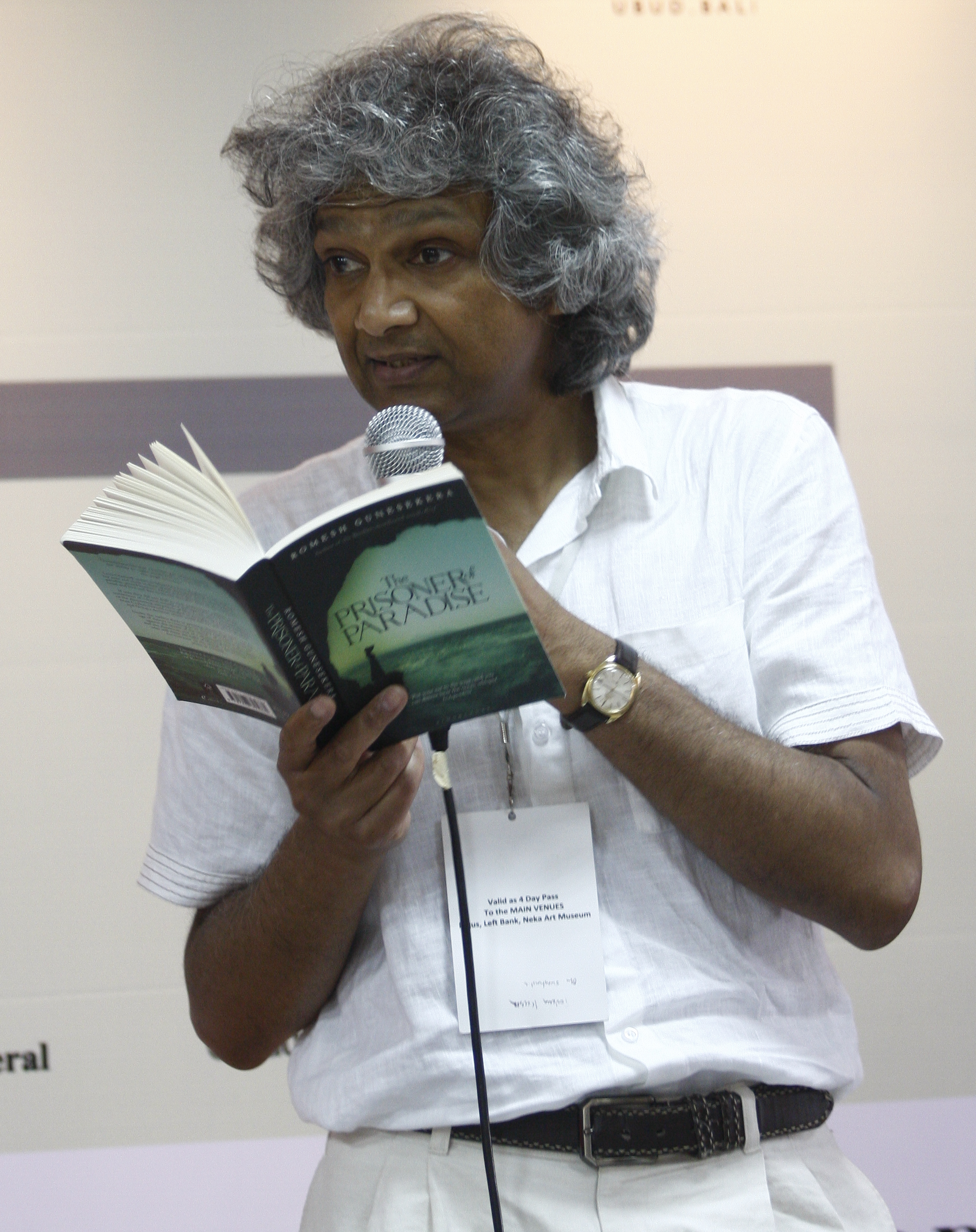
Romesh Gunesekera (2012)

Romesh Gunesekera (* 1954 in Colombo) ist ein sri-lankischer Schriftsteller, der in Großbritannien lebt und in englischer Sprache schreibt.

## Leben
Romesh Gunesekera wuchs in Sri Lanka und auf den Philippinen auf, wo sein Vater als Bankier arbeitete, bevor er 1971 nach England zog. Nach dem Studium der Anglistik und der Philosophie in Liverpool zog er 1976 nach London, wo er für das British Council arbeitete.
Gunesekera erhielt 1991 einen Arts Council Writers’ Award und veröffentlichte 1992 mit Monkfish Moon eine Sammlung von Kurzgeschichten. Sein erster Roman Reef erhielt 1994 einen Yorkshire Post Book Award und kam auf die Shortlist des Booker Prize. Seit 1996 arbeitet Gunesekera als freier Schriftsteller.
Im Jahr 2004 wurde er zum Fellow der Royal Society of Literature gewählt. Gunesekera lebt und arbeitet in London.
Gunesekera schreibt Prosa, deren Themen in Sri Lanka angesiedelt sind.

## Werke (Auswahl)
- Noontide Toll. Kurzgeschichten 2013[3]
- The Prisoner of Paradise. 2012
- The Match. Bloomsbury 2006
- Heaven's Edge. Bloomsbury 2002
  - Am Rand des Himmels. Roman. Aus dem Englischen von Bernhard Kleinschmidt. Berlin Verlag, Berlin 2005
- The Sandglass. Granta 1998
  - Sandglas. Roman. Aus dem Englischen von Gio Waeckerlin. Unionsverlag, Zürich 1999
- Reef. Granta 1994
  - Riff. Aus dem Englischen von Gio Waeckerlin. Zürich : Unionsverl. 1998
- Monkfish Moon. Granta 1992